# Katariina
Katariina är ett grannskap i Kotka.   Den ligger i den ekonomiska regionen  Kotka-Fredrikshamn  och landskapet Kymmenedalen, i den södra delen av Finland, 110 km öster om huvudstaden Helsingfors. Katariina ligger 1 meter över havet och antalet invånare är 728. Den ligger på ön Kotkansaari. Katariina kallades ibland Puistola tills namnet återställdes till det gamla från storfurstendömet.
Terrängen runt Katariina är mycket platt. Havet är nära Katariina åt sydost.  Närmaste större samhälle är Kotka, 2,1 km nordväst om Katariina. Runt Katariina är det i huvudsak tätbebyggt.